# Horný Badín
Horný Badín este o comună slovacă, aflată în districtul Krupina din regiunea Banská Bystrica. Localitatea se află la altitudinea de 305 m deasupra n.m., se întinde pe o suprafață de 5,63 km2 și în 2017 număra 184 de locuitori.

## Istoric
Localitatea Horný Badín este atestată documentar din 1391.

## Demografie
| An:                | 1994 | 2004   | 2014   | 2024   |
| ------------------ | ---- | ------ | ------ | ------ |
| Număr de persoane: | 194  | 191    | 182    | 172    |
| Diferență:         |      | −1,54% | −4,71% | −5,49% |

| An:                | 2023 | 2024   |
| ------------------ | ---- | ------ |
| Număr de persoane: | 174  | 172    |
| Diferență:         |      | −1,14% |